# Bois-le-Roi (Eure)
Bois-le-Roi település Franciaországban, Eure megyében. Lakosainak száma 1234 fő (2022. január 1.). Bois-le-Roi Champigny-la-Futelaye, Croth, L’Habit és Saint-Laurent-des-Bois községekkel határos.

## Népesség
A település népességének változása:
| Lakosok száma | 301  | 500  | 793  | 916  | 1094 | 1144 | 1185 | 1214 | 1238 | 1234 |
|               | 1968 | 1982 | 1990 | 2006 | 2013 | 2015 | 2017 | 2019 | 2020 | 2022 |